# 張宗齊
張宗齊，現為無綫電視編劇、編審。曾在香港電視網絡任職編劇。在無綫擔任《On Call 36小時》、《潛行狙擊》 、《來自喵喵星的妳》等作品編劇，後跳槽至香港電視，擔任《第二人生》編劇，於2014年被邀請回巢並於2016年升任編審，首部編審劇集是與翁善瑩合作的《雜警奇兵》。

## 編審／編劇列表

### 電視劇（無綫電視）
- 1997年：《隱形怪傑》編劇、《美味天王》編劇
- 1999年：《創世紀I》編劇
- 2000年：《創世紀II天地有情》編劇
- 2001年：《娛樂反斗星》編劇
- 2003年：《天子尋龍》編劇、《美麗在望》編劇、《十萬噸情緣》編劇
- 2004年：《天涯俠醫》編劇、《律政新人王》編劇
- 2005年：《酒店風雲》編劇、《我師傅係黃飛鴻》編劇
- 2006年：《男人之苦》編劇
- 2007年：《十兄弟》編劇
- 2008年：《上海傳奇》編劇、《律政新人王II》編劇、《少年四大名捕》編劇
- 2009年：《巴不得爸爸...》編劇
- 2010年：《翻叮一族》編劇
- 2011年：《潛行狙擊》編劇、《團圓》編劇
- 2012年：《On Call 36小時》編劇
- 2013年：《女警愛作戰》編劇、《凶城計中計》編劇
- 2016年：《警犬巴打》編劇、《來自喵喵星的妳》編劇
- 2017年：《雜警奇兵》編審+編劇（與翁善瑩合作）、《性在有情》編劇
- 2018年：《逆緣》編劇
- 2019年：《好日子》編劇、《過街英雄》編審（海外首播）
- 2022年：《食腦喪Ｂ》編劇、《雙生陌生人》編劇
- 2023年：《靈戲逼人》編劇
- 未播映：《非常檢控觀》編劇

### 電視劇（香港電視網絡）
- 2015年：《第二人生》編劇